# Damm (Parchim)
Damm (pol. Domagniewo) – dzielnica miasta Parchim w Niemczech, w kraju związkowym Meklemburgia-Pomorze Przednie, w powiecie Ludwigslust-Parchim, w związku gmin Parchimer Umland. Do 24 maja 2014 samodzielna gmina.